# Народна школа
Народна школа (або народні училища) — загальноосвітні навчальні заклади початкового навчання, в яких могли навчатися діти всіх верств населення.
На території України, яка входила до складу Російської імперії, існували головні та малі або початкові народні училища. Головні народні училища були створені наприкінці XVIII століття й з 1804 року були перетворені на гімназії.
Початкові народні училища існували переважно в XIX — початку XX століття й давали лише початкову освіту. До них належали земські школи, різні відомчі та приватні школи, а також церковно-парафіяльні та недільні школи. Їхня діяльність регулювалася Положенням про початкові народні училища, що було прийняте 1874 року.
Ст. 2. До початкових народним училищ належать:
1) Відомства духовного: церковно-приходські училища, що відкриваються православним духовенством в містах, посадах та селах, з допомогою й без допомоги казни, місцевих товариств та приватних осіб.

2) Відомства міністерства народної освіти: а) парафіяльні училища в містах, посадах та селах, що утримуються на рахунок місцевих товариств та частково на рахунок скарбниці та пожертвувань приватних осіб, і б) народні училища, що створюються і утримуються приватними особами різного звання.

3) Інші відомства: сільські училища різних найменувань, що утримуються за рахунок громадських сум.

4) Усі загальні недільні школи, створюються як урядом, так і товариствами міськими та сільськими та приватними особами для освіти осіб ремісничого та робочого стану обох статей, які не мають можливості займатися навчанням щодня.

Ст. 3. Предметами навчального курсу початкових народних училищ служать: а) закон божий (короткий катехізис) та священна історія, б) читання по книгах цивільного та церковного друку; в) письмо; г) перші чотири дії арифметики і д) церковний спів там, де викладання його буде можливим.— Положення про початкові народні училища (1874 р.)